# Crossodactylus timbuhy
Crossodactylus timbuhy es una especie de anfibio anuro de la familia Hylodidae.

## Distribución geográfica
Esta especie es endémica del estado de Espírito Santo en Brasil. Se encuentra en los municipios de Santa Teresa y Cachoeiro de Itapemirim.

## Descripción
Los 14 especímenes adultos machos observados en la descripción original tienen de 20 a 25 mm de longitud estándar y las 20 especímenes hembras adultas observadas en la descripción original tienen de 22 a 28 mm de longitud estándar.

## Etimología
El nombre de la especie le fue dado en referencia al lugar de su descubrimiento, Timbuhy es el antiguo nombre de Santa Teresa, municipio del estado de Espírito Santo.

## Publicación original
- Pimenta, Cruz & Caramaschi, 2014: Taxonomic review of the species complex of Crossodactylus dispar A. Lutz, 1925 (Anura, Hylodidae). Arquivos de Zoologia, São Paulo, vol. 45, p. 1–33[3]